# 裂叶沙参
裂叶沙参（学名：Adenophora lobophylla）为桔梗科沙参属的植物，是中国的特有植物。分布于中国大陆的四川等地，生长于海拔2,000米至3,400米的地区，多生在林下以及沟边，目前尚未由人工引种栽培。